# Torzók
Torzók é um filme de drama húngaro de 2001 dirigido e escrito por Árpád Sopsits. Foi selecionado como representante da Hungria à edição do Oscar 2002, organizada pela Academia de Artes e Ciências Cinematográficas.

## Elenco
- Tamás Mészáros
- Szabolcs Csizmadia
- Attila Zsilák
- Péter Müller